# 嘉頓中心

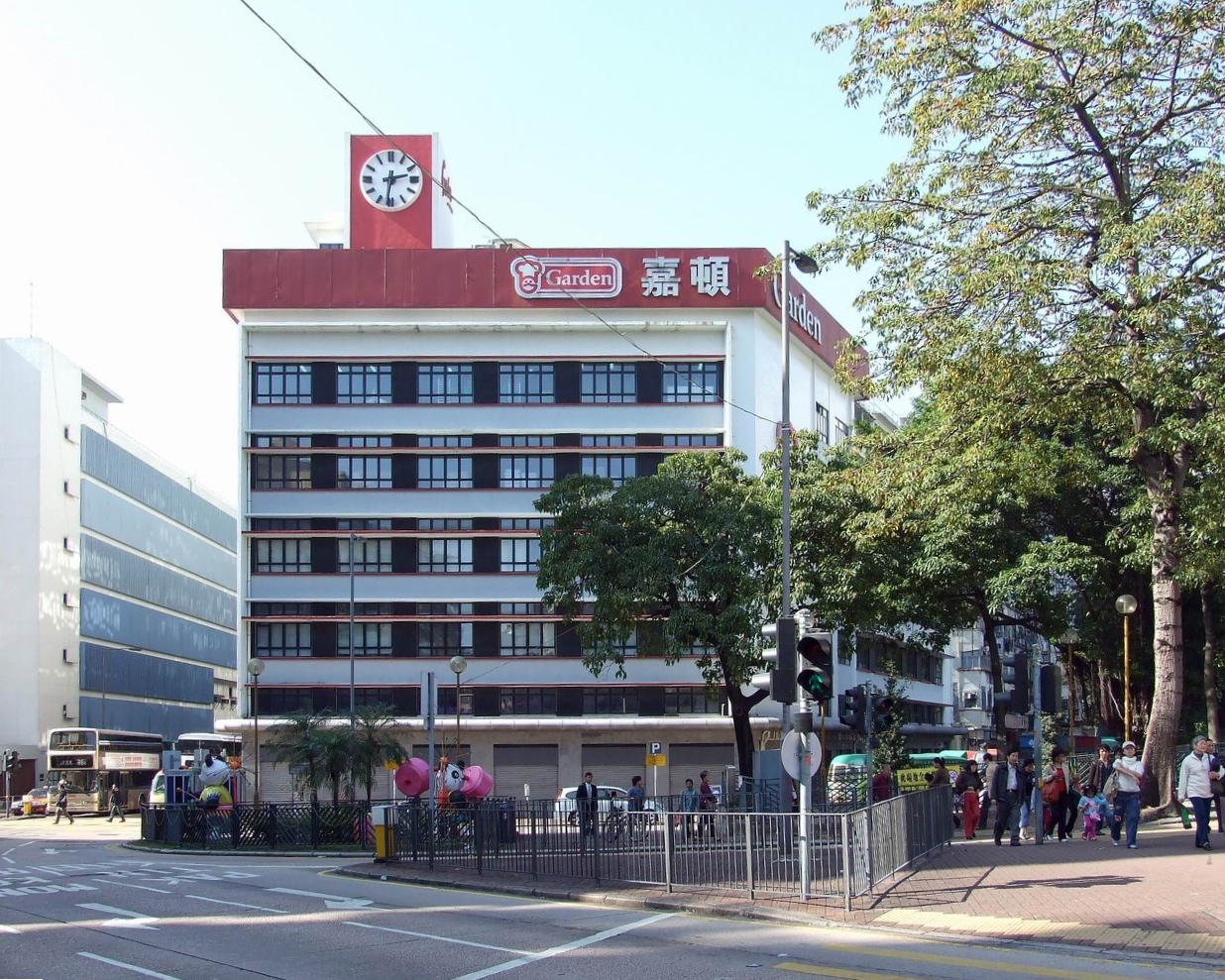
嘉頓中心

嘉頓中心（英語：Garden Centre）位於香港九龍深水埗青山道58號，現為食品公司嘉頓總辦事處以及廠房一部份。

## 歷史

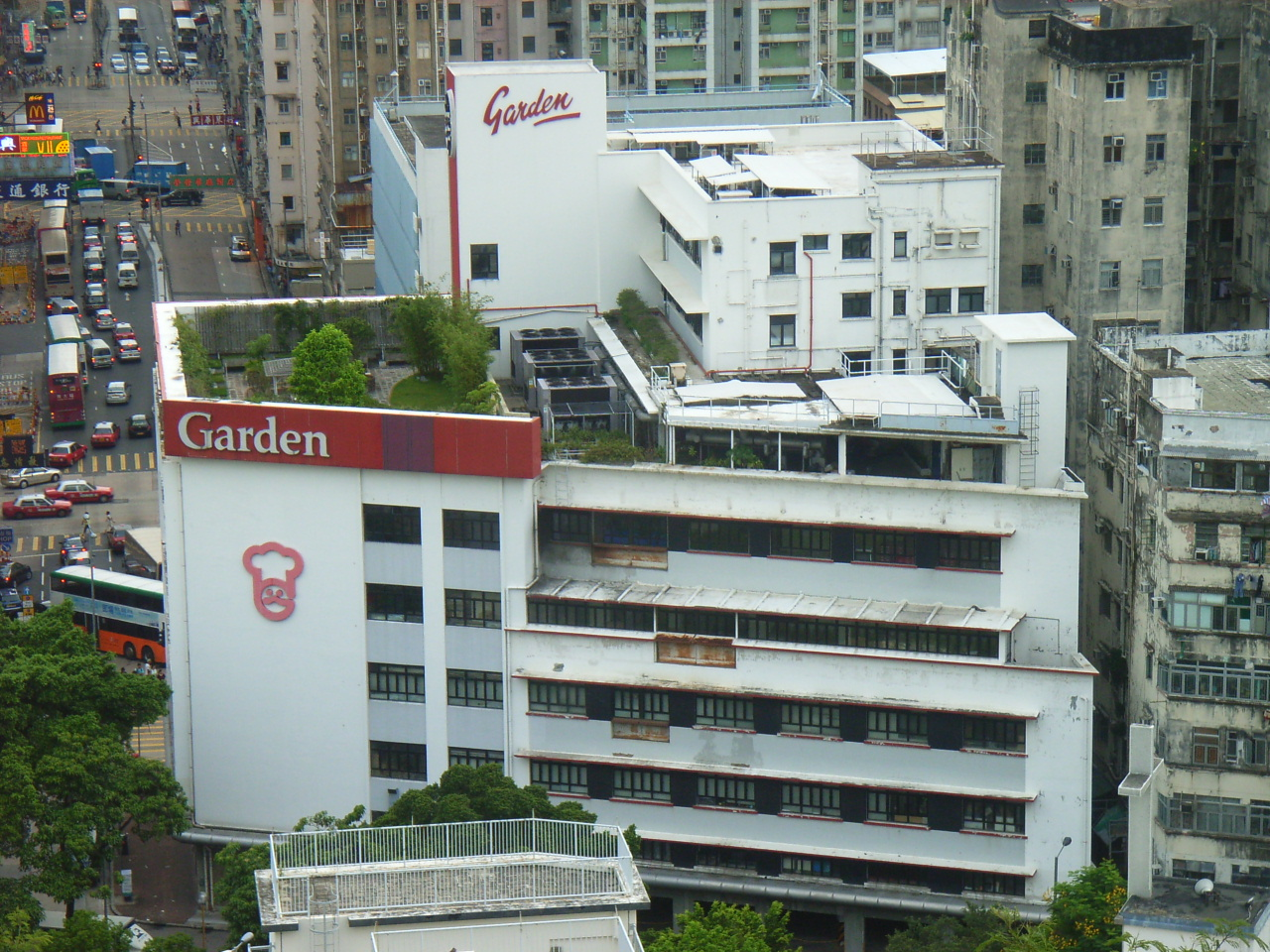
從嘉頓山看嘉頓中心

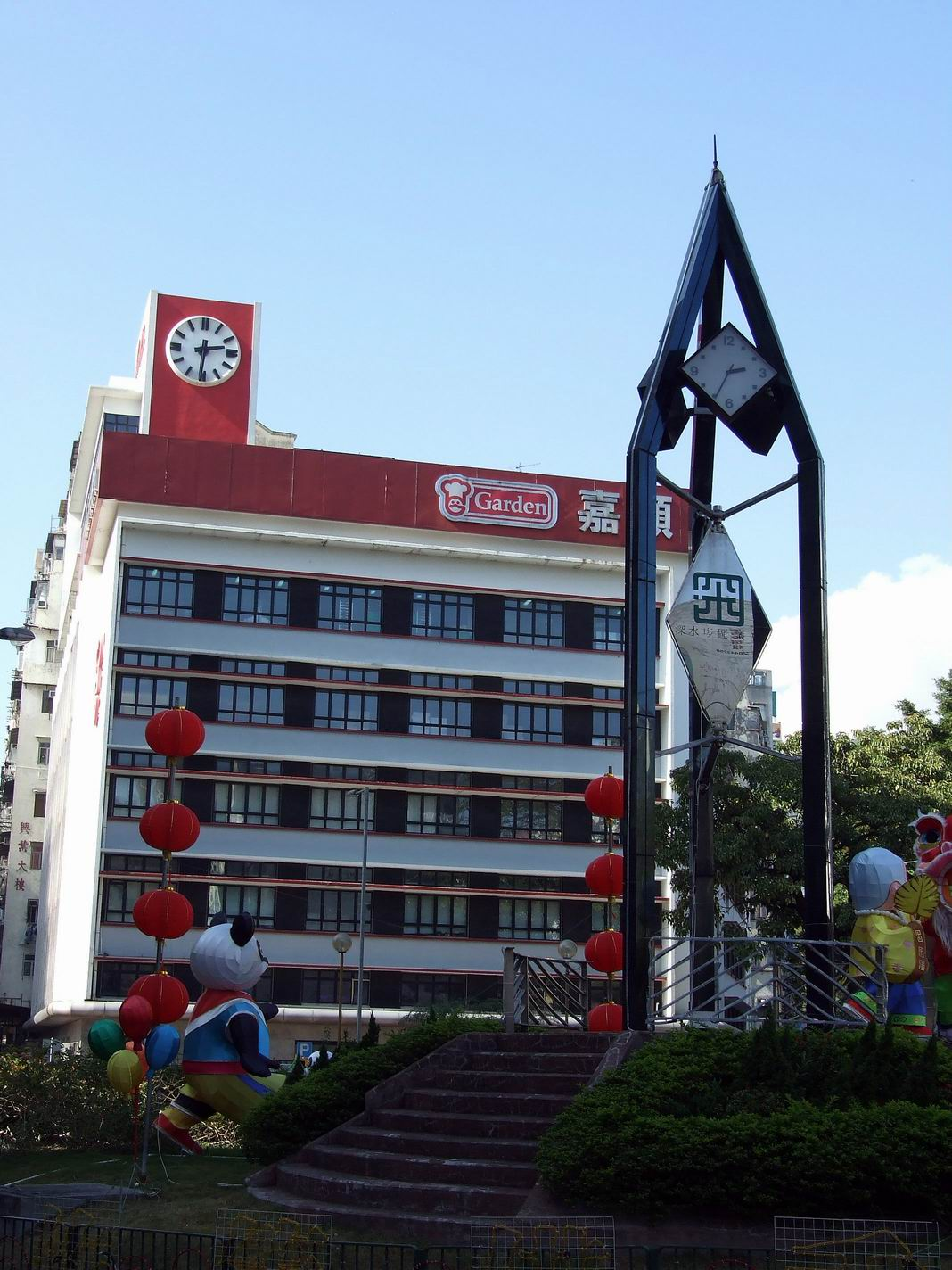
嘉頓鐘樓比正常時間慢約5分鐘

嘉頓中心於1935年建成時是深水埗區內最高建築物，當時並未建有鐘樓。
在日佔時期，大廈一度被日軍佔用，廠內的原料及製成品被搜掠一空，機器亦遭受破壞。到1950年代起為港英政府的海陸空三軍供應麵包和餅乾。
不過建築物在1956年雙十暴動中受破壞，到1958年再度擴建，廠房加高至7層，並建成現今鐘樓，從此成為地標。據建築史學者黎雋維考究，嘉頓中心的建築設計，乃是由民國時期上海著名的建築事務所—基泰工程司—及合伙人朱彬所負責。此前關於基泰工程司作品的列表，均有所遺漏。
1980年代期間，嘉頓曾於大廈閣樓開設酒樓，惟其後結業，由深井嘉韻酒樓取代，之後於原址開設西餐廳至今。大廈於1999年翻新。

## 嘉頓鐘樓

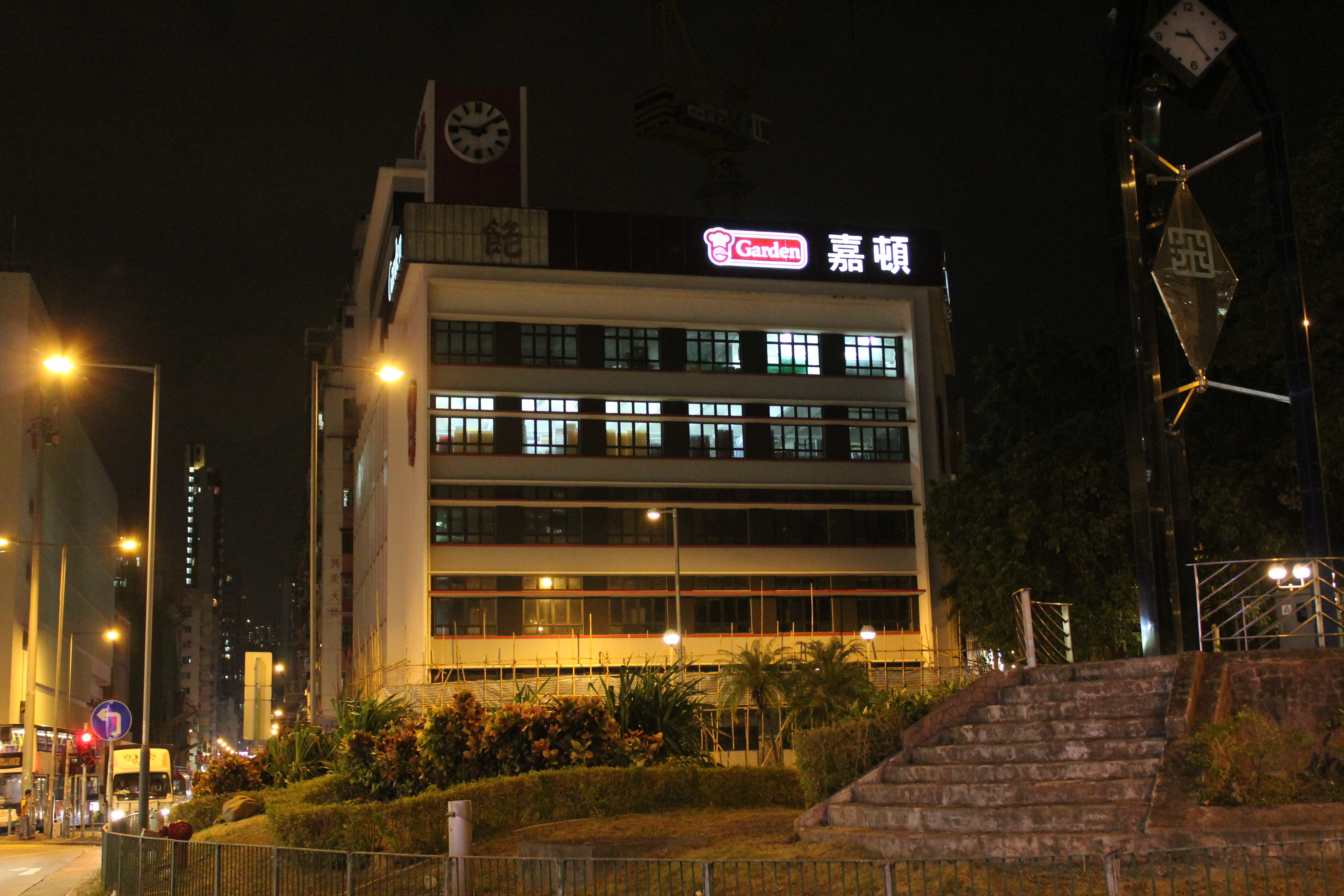
嘉頓中心夜景

當年通州街以外則為大海，並鄰近深水埗碼頭，因此附近街坊可得悉是否需加快腳步衝往碼頭。鐘樓原有響鐘報時功能，但其後機件故障，報時不再準確，直至今日仍然比正常時間慢五分鐘，響聲亦不再。
後來在1980年代中期，深水埗區議會決定在鐘樓前面一個小公園加設小型鐘塔方便市民。隨著城市發展，附近新建的高樓大廈遮擋了大鐘，使其作用變得沒有那麼重要。

## 擬清拆重建

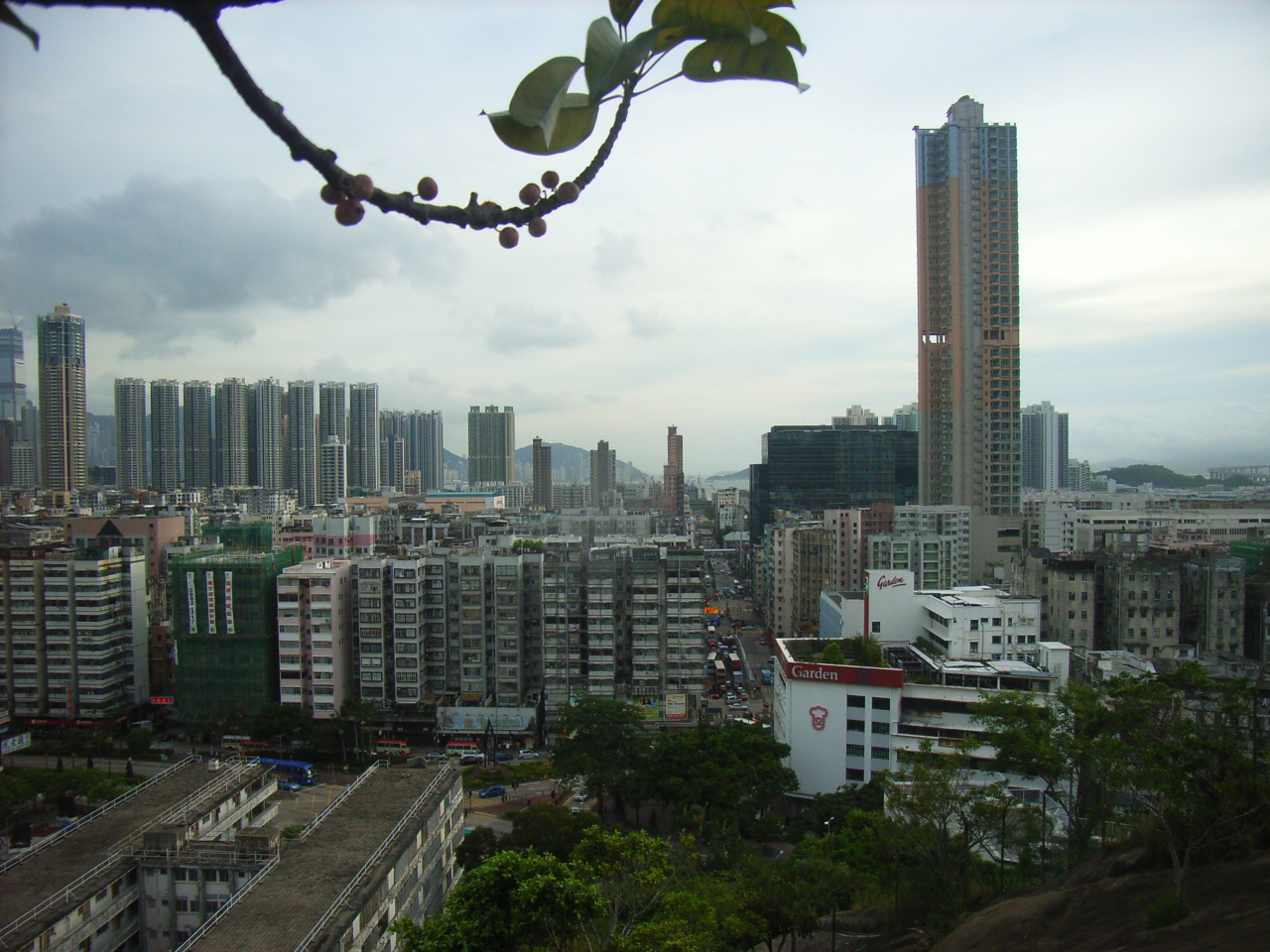
嘉頓中心（圖右）如改建成高樓將影響嘉頓山景觀

2017年7月，嘉頓有限公司向城規會申請將大廈重建為一幢25層高的大樓，包括3層地庫，並提供餐廳或咖啡室、與烹飪有關的培訓課程以及辦公室租出。嘉頓公司表示重建計劃仍在初步構思及研究中，未來若有消息會向傳媒交代。不過，古物古蹟辦事處其後收到不少反對意見書，希望為嘉頓中心進行歷史評級。但到2018年3月，古物諮詢委員會評審小組對大樓維持二級歷史建築，只希望重建後保留鐘樓。關注團體全民保育行動感到憤怒，批評是為清拆重建鋪路。
2018年9月，雖在公眾諮詢期間390份意見全數反對有關申請，但規劃署不反對下，城規會通過規劃申請，要求業主保留鐘樓的鐘、後方的紅色外牆和兩個「麵包師傅」標誌，但不包括整個鐘樓。不過截至2025年，有關重建計劃未有展開，只是於2022年再度進行翻新工程。

## 圖片
建築內部設施

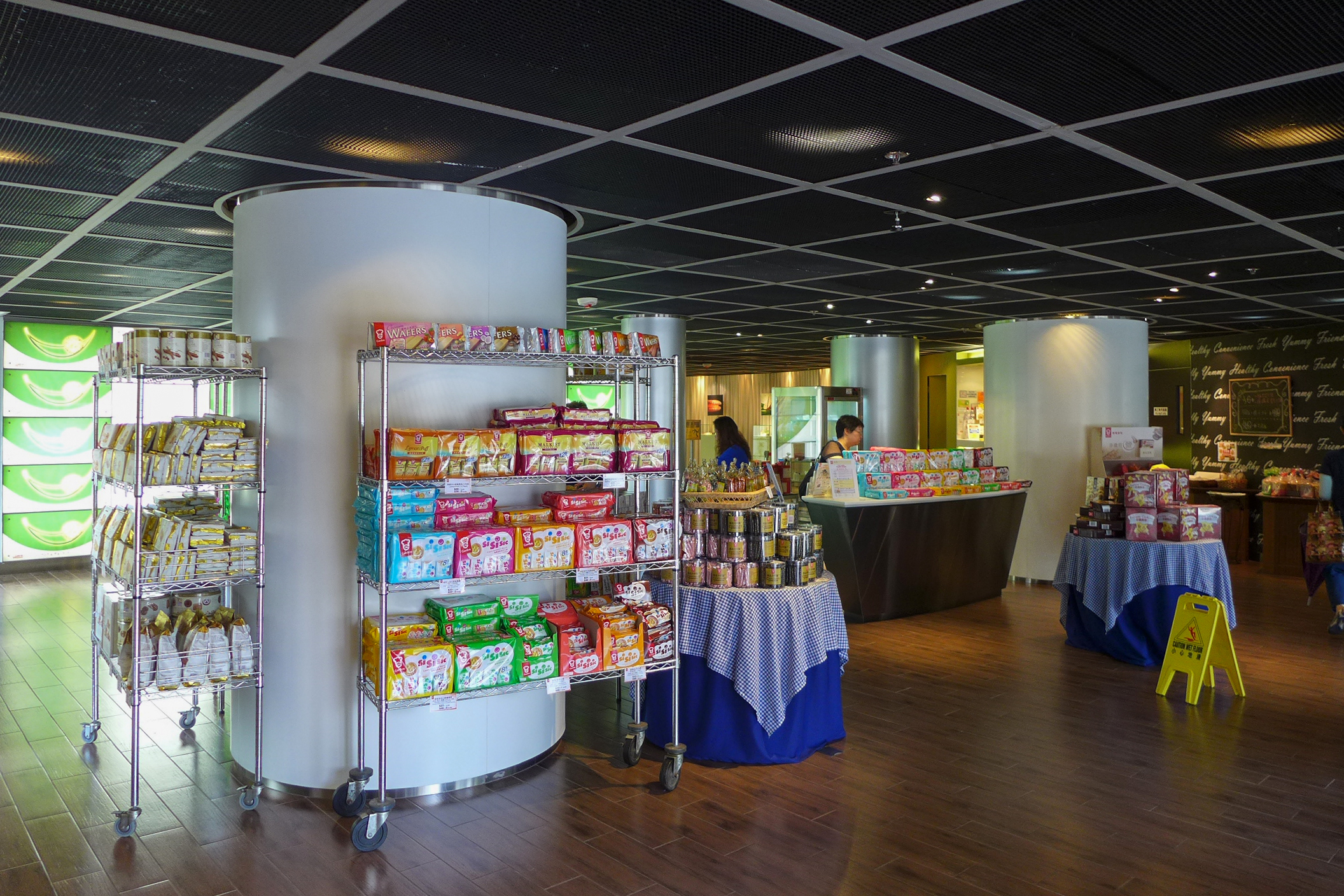
嘉頓中心地下商店
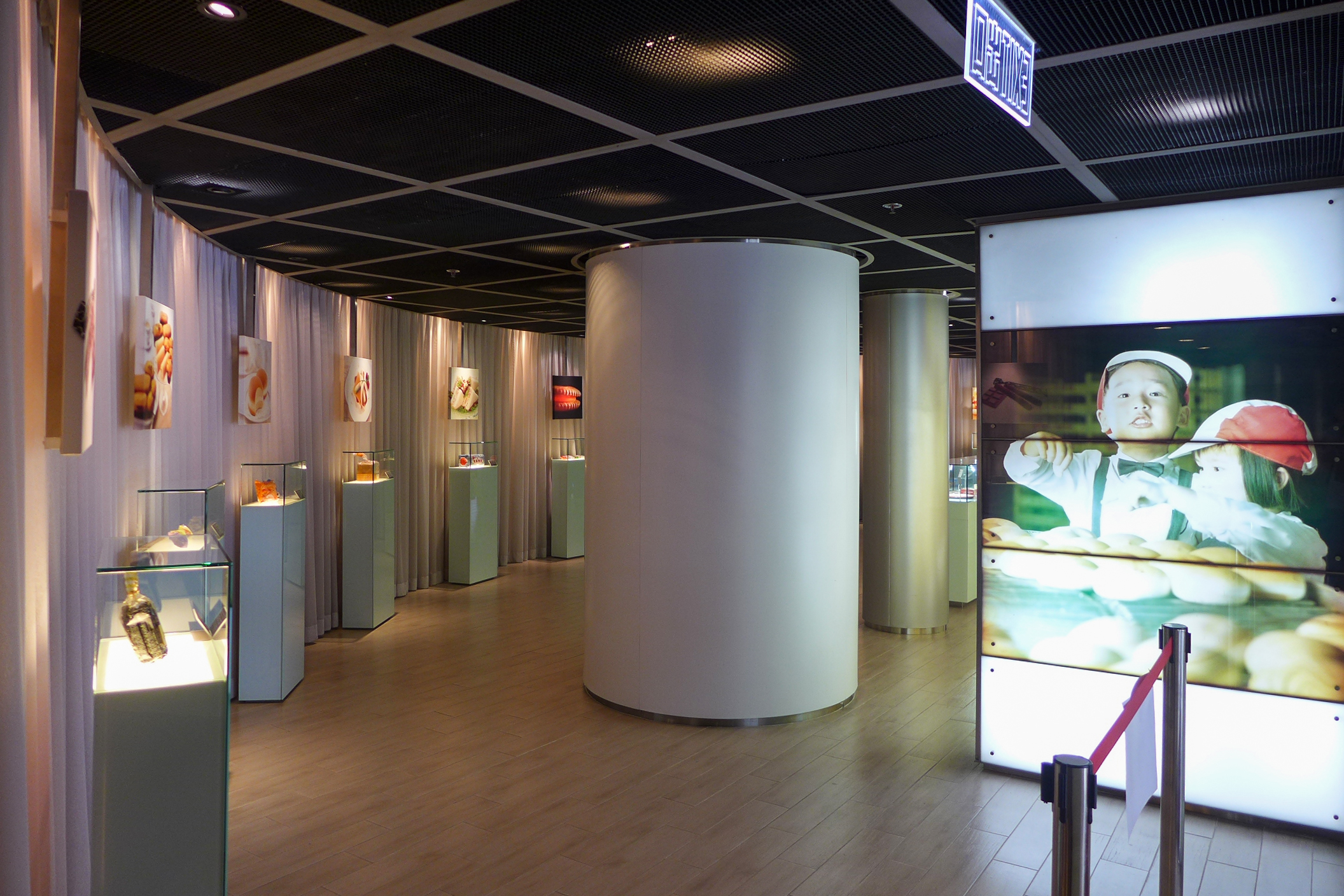
嘉頓中心地下展覽廊
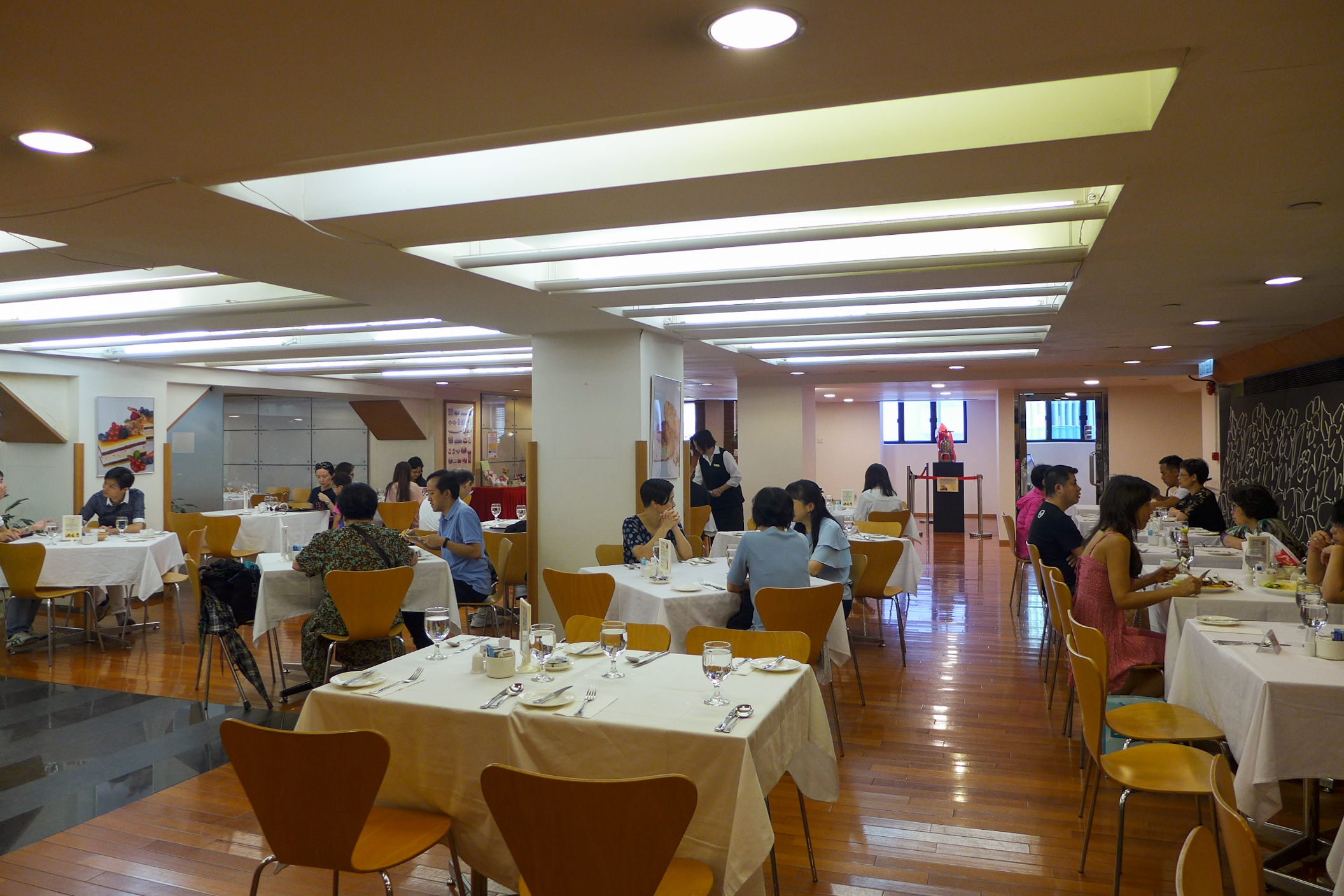
閣樓設嘉頓餐廳

建築外部細節

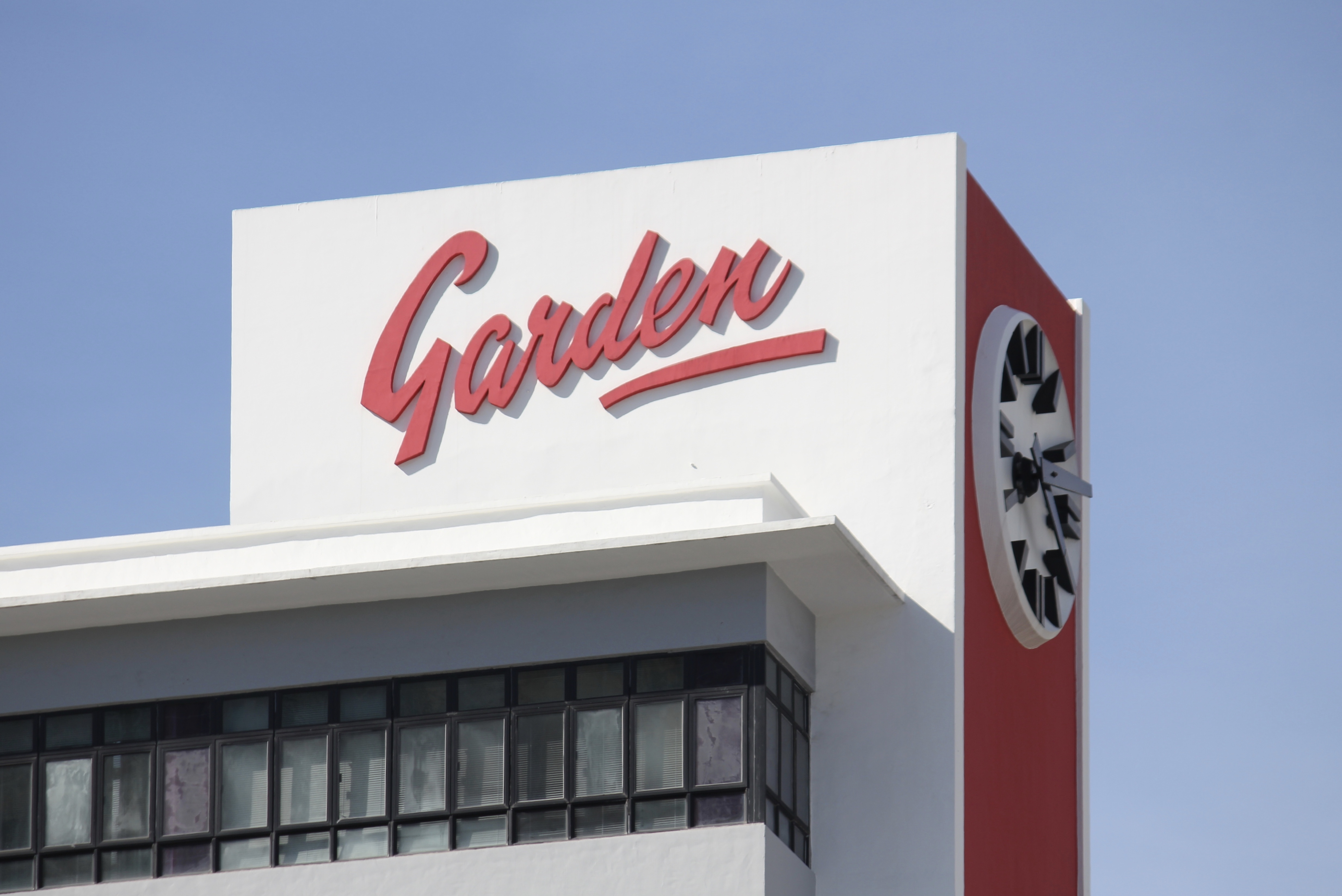
嘉頓中心頂部鐘樓
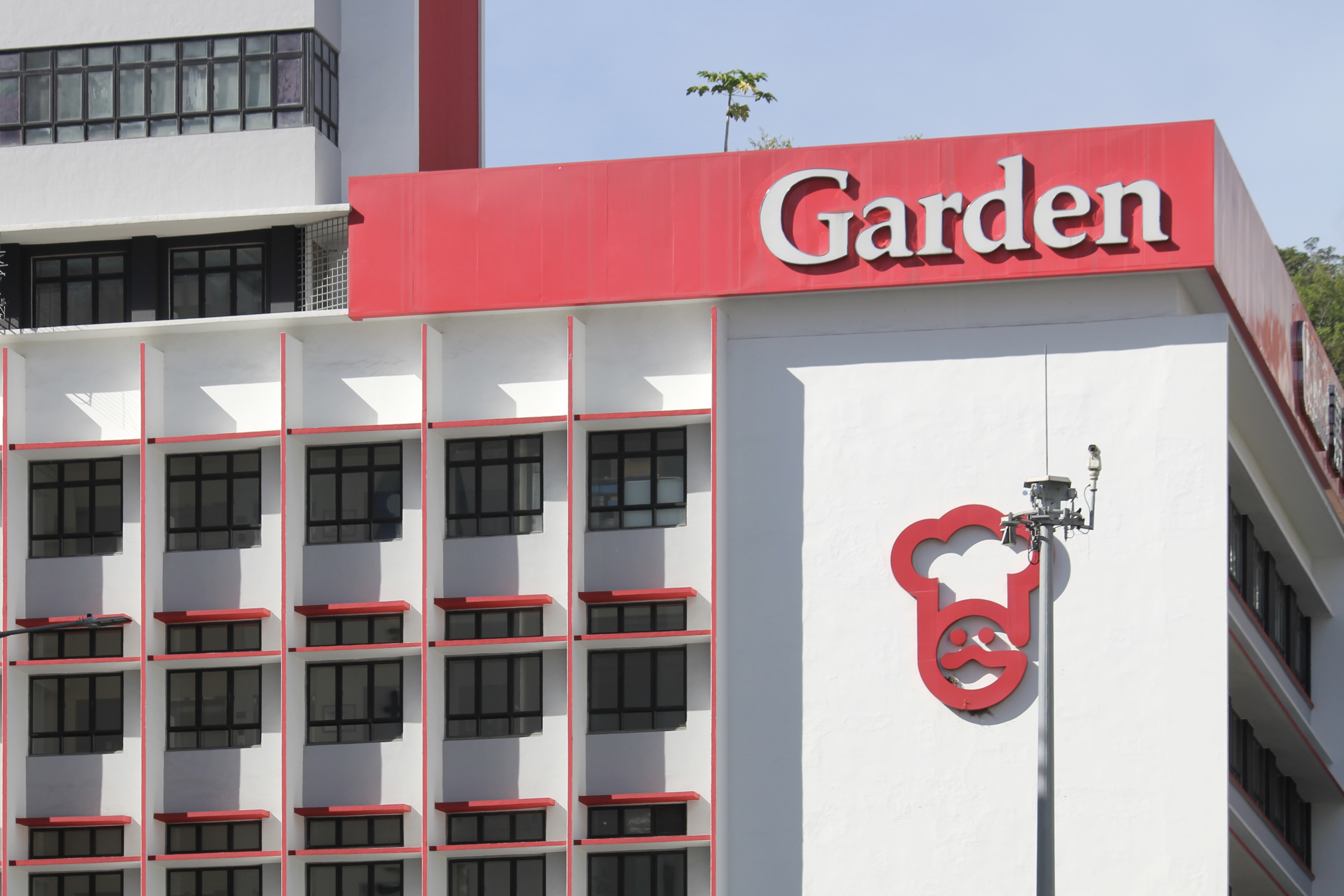
嘉頓中心品牌標誌及名稱
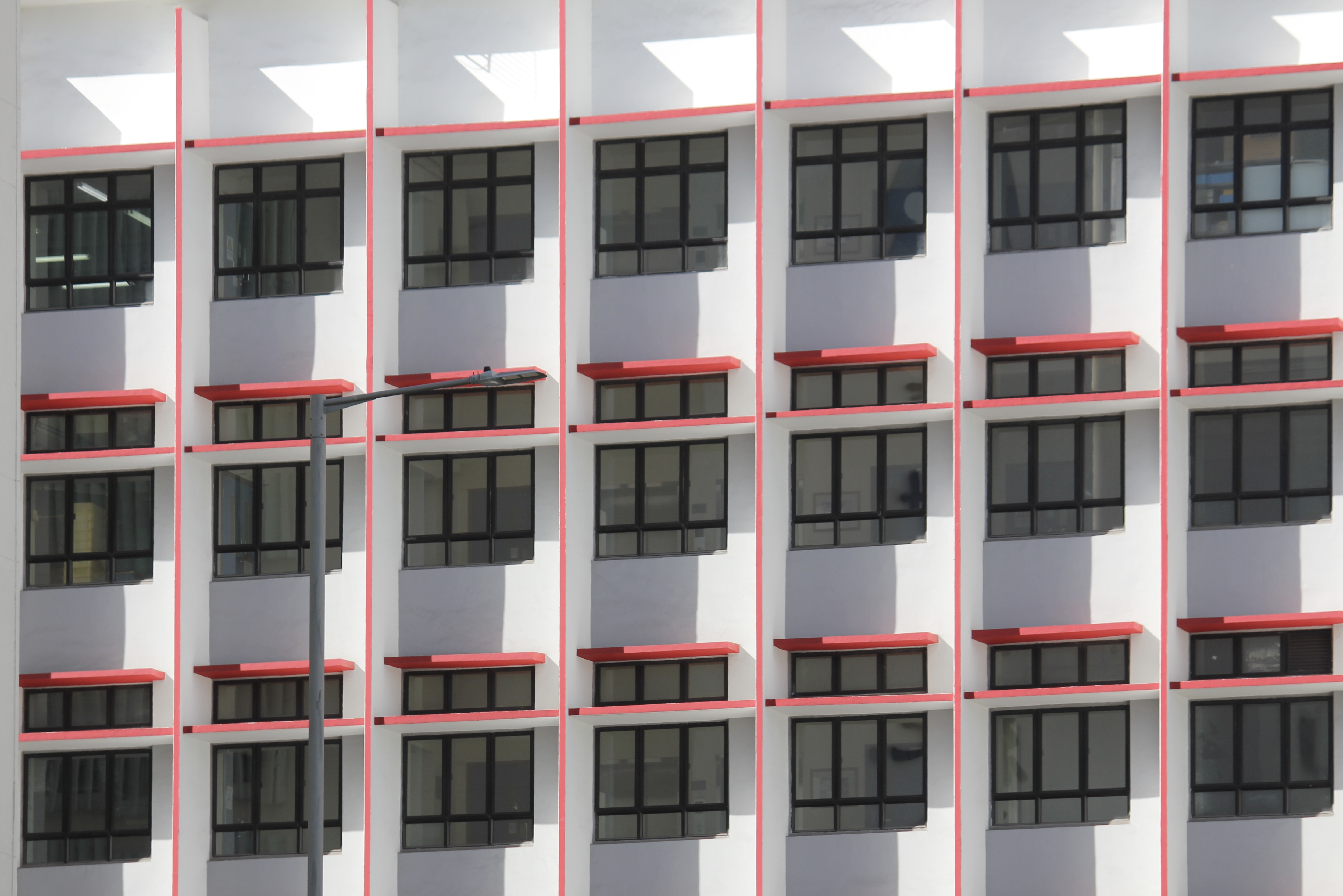
嘉頓中心青山道立面窗戶

## 外部連結
- 嘉頓官方網站（页面存档备份，存于）